# Старосамбірське нафтове родовище
Старосамбірське нафтове родовище — належить до Бориславсько-Покутського нафтогазоносного району Передкарпатської нафтогазоносної області Західного нафтогазоносного регіону України.

## Опис
Розташоване у Старосамбірському районі Львівської області на відстані 17 км від м. Самбір.
Знаходиться в північно-західній частині Бориславсько-Покутської зони. Старосамбірська структура виявлена в 1959 р. Вона являє собою антикліналь північно-західного простягання. Розміри складки по покрівлі ямненської світи 3,6х1,4 м, висота 420 м.
Структура повністю перекрита насувом Берегової скиби Карпат . 
Поклади виявлені в ямненській світі палеоцену та вигодській — еоцену. 
Перший промисловий приплив нафти отримано при випробуванні пісковиків ямненської світи (інт. 3458-3520 м) у 1969 р. 
Поклади пластові, склепінчасті, тектонічно екрановані. Режим Покладів пружний. 
Експлуатується з 1969 р. Запаси початкові видобувні категорій А+В+С1: нафти — 3719 тис. т; розчиненого газу — 440 млн. м³. Густина дегазованої нафти 846-850 кг/м³. Вміст сірки у нафті 0,33-1,75 мас.%.